# NASCAR Sprint Cup Series de 2015

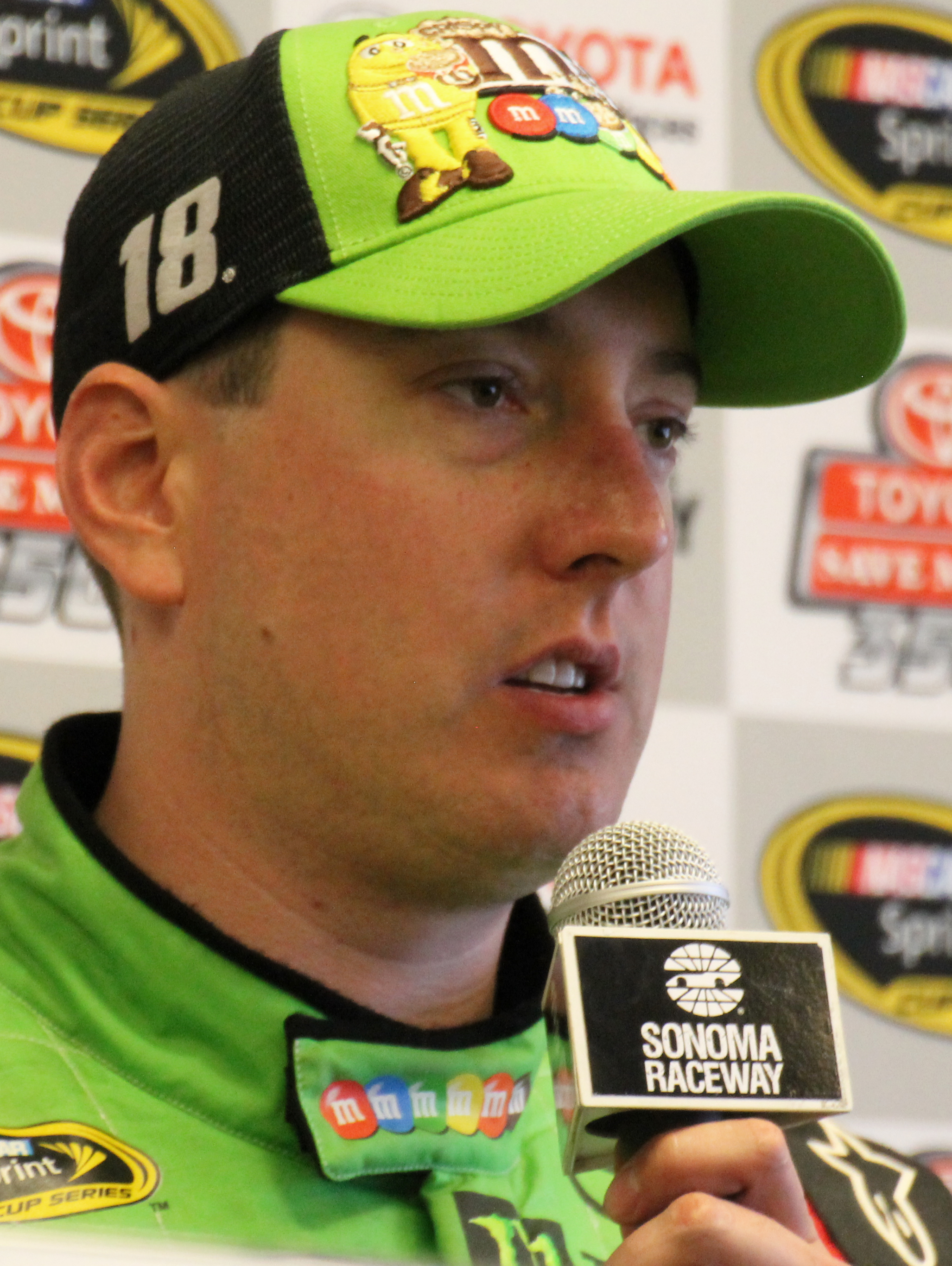
Kyle Busch, campeão da temporada de 2015

A temporada de 2015 da Sprint Cup foi a 67ª da história da NASCAR. O campeão foi Kyle Busch, que após perder as 11 primeiras etapas devido a um acidente na PowerShares QQQ 300, em Daytona, na prova inaugural da Xfinity Series, voltou e venceu quatro etapas, sendo 3 de forma consecutiva, garantiu sua vaga no Chase, e venceu a última etapa em Homestead, consagrando-se campão.
O campeonato foi disputado ao longo de 36 corridas, começando com a etapa de Daytona e terminando em Homestead. Dessas etapas, as 10 últimas representam o Chase, onde os 16 melhores pilotos nas 26 primeiras corridas disputam, em um sistema semelhante ao mata-mata, o título da temporada.

## Transmissão para o Brasil
O Fox Sports Brasil mantém as transmissões das provas em TV Paga esse ano a emissora renovou os direitos de transmissão até 2021.

## Temporada Completa
| Fabricante                   | Equipe                                        | No. | Piloto                  | Chefe de Equipe                                                                          |
| ---------------------------- | --------------------------------------------- | --- | ----------------------- | ---------------------------------------------------------------------------------------- |
| Chevrolet                    | Chip Ganassi Racing                           | 1   | Jamie McMurray          | Matt McCall                                                                              |
| Chevrolet                    | Chip Ganassi Racing                           | 42  | Kyle Larson 35          | Chris Heroy                                                                              |
| Chevrolet                    | Chip Ganassi Racing                           | 42  | Regan Smith 1           | Chris Heroy                                                                              |
| Chevrolet                    | Furniture Row Racing                          | 78  | Martin Truex, Jr.       | Cole Pearn                                                                               |
| Chevrolet                    | Germain Racing                                | 13  | Casey Mears             | Bootie Barker                                                                            |
| Chevrolet                    | Hendrick Motorsports                          | 5   | Kasey Kahne             | Keith Rodden                                                                             |
| Chevrolet                    | Hendrick Motorsports                          | 24  | Jeff Gordon             | Alan Gustafson                                                                           |
| Chevrolet                    | Hendrick Motorsports                          | 48  | Jimmie Johnson          | Chad Knaus                                                                               |
| Chevrolet                    | Hendrick Motorsports                          | 88  | Dale Earnhardt, Jr.     | Greg Ives                                                                                |
| Chevrolet                    | HScott Motorsports                            | 46  | Michael Annett          | Jay Guy                                                                                  |
| Chevrolet                    | HScott Motorsports                            | 51  | Justin Allgaier         | Steve Addington                                                                          |
| Chevrolet                    | JTG Daugherty Racing                          | 47  | A. J. Allmendinger      | Brian Burns                                                                              |
| Chevrolet                    | Richard Childress Racing                      | 3   | Austin Dillon           | Gil Martin 15 Slugger Labbe 21                                                           |
| Chevrolet                    | Richard Childress Racing                      | 27  | Paul Menard             | Justin Alexander                                                                         |
| Chevrolet                    | Richard Childress Racing                      | 31  | Ryan Newman             | Luke Lambert 30 Todd Parrott 6                                                           |
| Chevrolet                    | Richard Childress Racing                      | 33  | Ty Dillon 5             | Todd Parrott 9 Mike Chance 1 Slugger Labbe 6 Pat Tryson 6 Gil Martin 1 Paul Clapprood 13 |
| Chevrolet                    | Richard Childress Racing                      | 33  | Brian Scott 10          | Todd Parrott 9 Mike Chance 1 Slugger Labbe 6 Pat Tryson 6 Gil Martin 1 Paul Clapprood 13 |
| Chevrolet                    | Hillman-Circle Sport LLC                      | 33  | Michael Annett 1        | Todd Parrott 9 Mike Chance 1 Slugger Labbe 6 Pat Tryson 6 Gil Martin 1 Paul Clapprood 13 |
| Chevrolet                    | Hillman-Circle Sport LLC                      | 33  | Alex Kennedy (R) 13     | Todd Parrott 9 Mike Chance 1 Slugger Labbe 6 Pat Tryson 6 Gil Martin 1 Paul Clapprood 13 |
| Chevrolet                    | Hillman-Circle Sport LLC                      | 33  | Derek White 1           | Todd Parrott 9 Mike Chance 1 Slugger Labbe 6 Pat Tryson 6 Gil Martin 1 Paul Clapprood 13 |
| Chevrolet                    | Hillman-Circle Sport LLC                      | 33  | Travis Kvapil 2         | Todd Parrott 9 Mike Chance 1 Slugger Labbe 6 Pat Tryson 6 Gil Martin 1 Paul Clapprood 13 |
| Chevrolet                    | Hillman-Circle Sport LLC                      | 33  | Mike Bliss 2            | Todd Parrott 9 Mike Chance 1 Slugger Labbe 6 Pat Tryson 6 Gil Martin 1 Paul Clapprood 13 |
| Chevrolet                    | Hillman-Circle Sport LLC                      | 33  | B. J. McLeod 1          | Todd Parrott 9 Mike Chance 1 Slugger Labbe 6 Pat Tryson 6 Gil Martin 1 Paul Clapprood 13 |
| Chevrolet                    | Hillman-Circle Sport LLC                      | 33  | Ryan Ellis 1            | Todd Parrott 9 Mike Chance 1 Slugger Labbe 6 Pat Tryson 6 Gil Martin 1 Paul Clapprood 13 |
| Chevrolet                    | Hillman-Circle Sport LLC                      | 40  | Landon Cassill          | Mark Hillman                                                                             |
| Chevrolet                    | Stewart-Haas Racing                           | 4   | Kevin Harvick           | Rodney Childers                                                                          |
| Chevrolet                    | Stewart-Haas Racing                           | 10  | Danica Patrick          | Daniel Knost                                                                             |
| Chevrolet                    | Stewart-Haas Racing                           | 14  | Tony Stewart            | Chad Johnston                                                                            |
| Chevrolet                    | Stewart-Haas Racing                           | 41  | Regan Smith 3           | Tony Gibson                                                                              |
| Chevrolet                    | Stewart-Haas Racing                           | 41  | Kurt Busch 33           | Tony Gibson                                                                              |
| Chevrolet                    | Tommy Baldwin Racing                          | 7   | Alex Bowman             | Kevin Manion 10 Tommy Baldwin Jr. 26                                                     |
| Ford                         | Front Row Motorsports                         | 34  | David Ragan 1           | Derrick Finley                                                                           |
| Ford                         | Front Row Motorsports                         | 34  | Joe Nemechek 1          | Derrick Finley                                                                           |
| Ford                         | Front Row Motorsports                         | 34  | Brett Moffitt (R) 25    | Derrick Finley                                                                           |
| Ford                         | Front Row Motorsports                         | 34  | Chris Buescher 6        | Derrick Finley                                                                           |
| Ford                         | Front Row Motorsports                         | 34  | Reed Sorenson 1         | Derrick Finley                                                                           |
| Ford                         | Front Row Motorsports                         | 34  | Justin Marks 1          | Derrick Finley                                                                           |
| Ford                         | Front Row Motorsports                         | 34  | Josh Wise 1             | Derrick Finley                                                                           |
| Ford                         | Front Row Motorsports                         | 35  | Cole Whitt              | Randy Cox                                                                                |
| Ford                         | Front Row Motorsports                         | 38  | David Gilliland         | Donnie Wingo                                                                             |
| Ford                         | Go FAS Racing                                 | 32  | Bobby Labonte 4         | Clinton Cram                                                                             |
| Ford                         | Go FAS Racing                                 | 32  | Mike Bliss 10           | Clinton Cram                                                                             |
| Ford                         | Go FAS Racing                                 | 32  | Joey Gase 4             | Clinton Cram                                                                             |
| Ford                         | Go FAS Racing                                 | 32  | Travis Kvapil 2         | Clinton Cram                                                                             |
| Ford                         | Go FAS Racing                                 | 32  | Boris Said 2            | Clinton Cram                                                                             |
| Ford                         | Go FAS Racing                                 | 32  | Will Kimmel 2           | Clinton Cram                                                                             |
| Ford                         | Go FAS Racing                                 | 32  | Eddie MacDonald 1       | Clinton Cram                                                                             |
| Ford                         | Go FAS Racing                                 | 32  | Josh Wise 8             | Clinton Cram                                                                             |
| Ford                         | Go FAS Racing                                 | 32  | Jeffrey Earnhardt 2     | Clinton Cram                                                                             |
| Ford                         | Go FAS Racing                                 | 32  | Kyle Fowler 1           | Clinton Cram                                                                             |
| Ford                         | Richard Petty Motorsports                     | 9   | Sam Hornish, Jr.        | Drew Blickensderfer 10 Kevin Manion 26                                                   |
| Ford                         | Richard Petty Motorsports                     | 43  | Aric Almirola           | Trent Owens                                                                              |
| Ford                         | Roush Fenway Racing                           | 6   | Trevor Bayne            | Bob Osborne                                                                              |
| Ford                         | Roush Fenway Racing                           | 16  | Greg Biffle             | Matt Puccia                                                                              |
| Ford                         | Roush Fenway Racing                           | 17  | Ricky Stenhouse, Jr.    | Nick Sandler                                                                             |
| Ford                         | Team Penske                                   | 2   | Brad Keselowski         | Paul Wolfe                                                                               |
| Ford                         | Team Penske                                   | 22  | Joey Logano             | Todd Gordon                                                                              |
| Toyota                       | BK Racing                                     | 23  | J. J. Yeley 23          | Joe Williams35 Patrick Donahue1                                                          |
| Toyota                       | BK Racing                                     | 23  | Jeb Burton 13 (R)       | Joe Williams35 Patrick Donahue1                                                          |
| Toyota                       | BK Racing                                     | 26  | Jeb Burton 24 (R)       | Patrick Donahue35 Joe Williams 1                                                         |
| Toyota                       | BK Racing                                     | 26  | J. J. Yeley 11          | Patrick Donahue35 Joe Williams 1                                                         |
| Toyota                       | BK Racing                                     | 26  | Josh Wise 1             | Patrick Donahue35 Joe Williams 1                                                         |
| Toyota                       | BK Racing                                     | 83  | Johnny Sauter 1         | Doug Richert 28 Gene Nead 8                                                              |
| Toyota                       | BK Racing                                     | 83  | Matt DiBenedetto (R) 35 | Doug Richert 28 Gene Nead 8                                                              |
| Toyota                       | Joe Gibbs Racing                              | 11  | Denny Hamlin            | Dave Rogers                                                                              |
| Toyota                       | Joe Gibbs Racing                              | 18  | Matt Crafton 1          | Adam Stevens                                                                             |
| Toyota                       | Joe Gibbs Racing                              | 18  | David Ragan 9           | Adam Stevens                                                                             |
| Toyota                       | Joe Gibbs Racing                              | 18  | Erik Jones 1            | Adam Stevens                                                                             |
| Toyota                       | Joe Gibbs Racing                              | 18  | Kyle Busch 25           | Adam Stevens                                                                             |
| Toyota                       | Joe Gibbs Racing                              | 19  | Carl Edwards            | Darian Grubb                                                                             |
| Toyota                       | Joe Gibbs Racing                              | 20  | Matt Kenseth 34         | Jason Ratcliff                                                                           |
| Toyota                       | Joe Gibbs Racing                              | 20  | Erik Jones 2            | Jason Ratcliff                                                                           |
| Toyota                       | Michael Waltrip Racing                        | 15  | Clint Bowyer            | Brian Pattie 14 Billy Scott 22                                                           |
| Toyota                       | Michael Waltrip Racing                        | 55  | Michael Waltrip 2       | Billy Scott 14 Brian Pattie 22                                                           |
| Toyota                       | Michael Waltrip Racing                        | 55  | Brett Moffitt (R) 6     | Billy Scott 14 Brian Pattie 22                                                           |
| Toyota                       | Michael Waltrip Racing                        | 55  | Brian Vickers 2         | Billy Scott 14 Brian Pattie 22                                                           |
| Toyota                       | Michael Waltrip Racing                        | 55  | David Ragan 26          | Billy Scott 14 Brian Pattie 22                                                           |
| Chevrolet 7 Ford 28          | Phil Parsons Racing 11 Premium Motorsports 25 | 98  | Josh Wise 18            | Gene Nead 22 Scott Eggleston 3 Zach McGowan10                                            |
| Chevrolet 7 Ford 28          | Phil Parsons Racing 11 Premium Motorsports 25 | 98  | Timmy Hill 6            | Gene Nead 22 Scott Eggleston 3 Zach McGowan10                                            |
| Chevrolet 7 Ford 28          | Phil Parsons Racing 11 Premium Motorsports 25 | 98  | Reed Sorenson 5         | Gene Nead 22 Scott Eggleston 3 Zach McGowan10                                            |
| Chevrolet 7 Ford 28          | Phil Parsons Racing 11 Premium Motorsports 25 | 98  | T. J. Bell 1            | Gene Nead 22 Scott Eggleston 3 Zach McGowan10                                            |
| Chevrolet 7 Ford 28          | Phil Parsons Racing 11 Premium Motorsports 25 | 98  | Ryan Preece 5           | Gene Nead 22 Scott Eggleston 3 Zach McGowan10                                            |
| Toyota                       | Michael Waltrip Racing                        | 98  | Michael Waltrip 1       | Bobby Kennedy                                                                            |
| Chevrolet 30 Ford 4 Toyota 2 | Premium Motorsports                           | 62  | Brian Scott 1           | Slugger Labbe 1 Zach McGowan 7 Scott Eggleston 15 Wayne Carroll 13                       |
| Chevrolet 30 Ford 4 Toyota 2 | Premium Motorsports                           | 62  | Brendan Gaughan 16      | Slugger Labbe 1 Zach McGowan 7 Scott Eggleston 15 Wayne Carroll 13                       |
| Chevrolet 30 Ford 4 Toyota 2 | Premium Motorsports                           | 62  | Reed Sorenson 8         | Slugger Labbe 1 Zach McGowan 7 Scott Eggleston 15 Wayne Carroll 13                       |
| Chevrolet 30 Ford 4 Toyota 2 | Premium Motorsports                           | 62  | Timmy Hill 10           | Slugger Labbe 1 Zach McGowan 7 Scott Eggleston 15 Wayne Carroll 13                       |
| Chevrolet 30 Ford 4 Toyota 2 | Premium Motorsports                           | 62  | T. J. Bell 1            | Slugger Labbe 1 Zach McGowan 7 Scott Eggleston 15 Wayne Carroll 13                       |

## Temporada Limitada
| Fabricante | Equipe                   | No. | Piloto               | Chefe de Equipe                | Corrida(s) |
| ---------- | ------------------------ | --- | -------------------- | ------------------------------ | ---------- |
| Chevrolet  | Hendrick Motorsports     | 25  | Chase Elliott        | Kenny Francis                  | 5          |
| Chevrolet  | Hillman-Circle Sport LLC | 39  | Travis Kvapil        | Mike Chance                    | 2          |
| Chevrolet  | Team XTREME Racing       | 44  | Reed Sorenson        | Peter Sospenzo                 | 1          |
| Chevrolet  | Team XTREME Racing       | 44  | Travis Kvapil        | Peter Sospenzo                 | 3          |
| Chevrolet  | The Motorsports Group    | 30  | Ron Hornaday, Jr.    | Pat Tryson 2 Dave Fuge 11      | 4          |
| Chevrolet  | The Motorsports Group    | 30  | Jeff Green           | Pat Tryson 2 Dave Fuge 11      | 3          |
| Chevrolet  | The Motorsports Group    | 30  | Travis Kvapil        | Pat Tryson 2 Dave Fuge 11      | 5          |
| Chevrolet  | The Motorsports Group    | 30  | Josh Wise            | Pat Tryson 2 Dave Fuge 11      | 1          |
| Ford       | Leavine Family Racing    | 95  | Michael McDowell     | Wally Rogers 14 Kevin Walter 6 | 20         |
| Ford       | Wood Brothers Racing     | 21  | Ryan Blaney          | Jeremy Bullins                 | 19         |
| Toyota     | RAB Racing               | 29  | Justin Marks         | Matthew Lucas                  | 1          |
| Toyota     | RAB Racing               | 29  | Reed Sorenson        | Matthew Lucas                  | 3          |
| Toyota     | Premium Motorsports      | 66  | Mike Wallace         | Scott Eggleston                | 1          |
| Chevrolet  | Premium Motorsports      | 66  | Mike Wallace         | Scott Eggleston                | 2          |
| Chevrolet  | Premium Motorsports      | 66  | Tanner Berryhill (R) | Scott Eggleston                | 1          |

## Calendário
| Prova                    | No.                               | Circuito                        | Local                        | Data            |
| ------------------------ | --------------------------------- | ------------------------------- | ---------------------------- | --------------- |
|                          | Sprint Unlimited                  | Daytona International Speedway  | Daytona Beach                | 14 de fevereiro |
|                          | Budweiser Duels                   | Daytona International Speedway  | Daytona Beach                | 19 de fevereiro |
| 1                        | Daytona 500                       | Daytona International Speedway  | Daytona Beach                | 22 de fevereiro |
| 2                        | Folds of Honor QuikTrip 500       | Atlanta Motor Speedway          | Hampton (Geórgia)            | 1 de março      |
| 3                        | Kobalt 400                        | Las Vegas Motor Speedway        | Las Vegas                    | 8 de março      |
| 4                        | CampingWorld.com 500              | Phoenix International Raceway   | Avondale (Arizona)           | 15 de março     |
| 5                        | Auto Club 400                     | Auto Club Speedway              | Fontana (Califórnia)         | 22 de março     |
| 6                        | STP 500                           | Martinsville Speedway           | Ridgeway (Virgínia)          | 29 de março     |
| 7                        | Duck Commander 500                | Texas Motor Speedway            | Fort Worth                   | 11 de abril     |
| 8                        | Food City 500                     | Bristol Motor Speedway          | Bristol (Tennessee)          | 19 de abril     |
| 9                        | Toyota Owners 400                 | Richmond International Raceway  | Richmond (Virgínia)          | 25 de abril     |
| 10                       | GEICO 500                         | Talladega Superspeedway         | Talladega                    | 3 de maio       |
| 11                       | SpongeBob SquarePants 400         | Kansas Speedway                 | Kansas City                  | 9 de maio       |
|                          | Sprint Showdown                   | Charlotte Motor Speedway        | Charlotte Motor Speedway     | 15 de maio      |
|                          | NASCAR Sprint All-Star Race       | Charlotte Motor Speedway        | Charlotte Motor Speedway     | 16 de maio      |
| 12                       | Coca-Cola 600                     | Charlotte Motor Speedway        | Charlotte Motor Speedway     | 24 de Maio      |
| 13                       | FedEx 400                         | Dover International Speedway    | Dover                        | 31 de maio      |
| 14                       | Axalta "We Paint Winners" 400     | Pocono Raceway                  | Long Pond                    | 7 de junho      |
| 15                       | Quicken Loans 400                 | Michigan International Speedway | Brooklyn (Michigan)          | 14 de junho     |
| 16                       | Toyota/Save Mart 350              | Sonoma Raceway                  | Sonoma                       | 28 de junho     |
| 17                       | Coke Zero 400                     | Daytona International Speedway  | Daytona Beach                | 5 de julho      |
| 18                       | Quaker State 400                  | Kentucky Speedway               | Sparta (Kentucky)            | 11 de julho     |
| 19                       | Camping World RV Sales 301        | New Hampshire Motor Speedway    | Loudon                       | 19 de julho     |
| 20                       | Brickyard 400                     | Indianapolis Motor Speedway     | Speedway (Indiana)           | 26 de julho     |
| 21                       | Pennsylvania 400                  | Pocono Raceway                  | Long Pond                    | 2 de agosto     |
| 22                       | Cheez-It 355 at The Glen          | Watkins Glen International      | Watkins Glen                 | 9 de agosto     |
| 23                       | Pure Michigan 400                 | Michigan International Speedway | Brooklyn (Michigan)          | 16 de agosto    |
| 24                       | Irwin Tools Night Race at Bristol | Bristol Motor Speedway          | Bristol (Tennessee)          | 22 de agosto    |
| 25                       | Bojangles' Southern 500           | Darlington Raceway              | Darlington (Carolina do Sul) | 6 de setembro   |
| 26                       | Federated Auto Parts 400          | Richmond International Raceway  | Richmond (Virgínia)          | 12 de setembro  |
| Chase for the Sprint Cup |                                   |                                 |                              |                 |
| Challenger Round         |                                   |                                 |                              |                 |
| 27                       | MyAFibStory.com 400               | Chicagoland Speedway            | Joliet (Illinois)            | 20 de setembro  |
| 28                       | Sylvania 300                      | New Hampshire Motor Speedway    | Loudon                       | 27 de setembro  |
| 29                       | AAA 400                           | Dover International Speedway    | Dover                        | 4 de outubro    |
| Contender Round          |                                   |                                 |                              |                 |
| 30                       | Bank of America 500               | Charlotte Motor Speedway        | Concord (Carolina do Norte)  | 10 de Outubro   |
| 31                       | Hollywood Casino 400              | Kansas Speedway                 | Kansas City                  | 18 de Outubro   |
| 32                       | Alabama 500                       | Talladega Superspeedway         | Talladega                    | 25 de outubro   |
| Eliminator Round         |                                   |                                 |                              |                 |
| 33                       | Goody's Headache Relief Shot 500  | Martinsville Speedway           | Ridgeway (Virgínia)          | 1 de novembro   |
| 34                       | AAA Texas 500                     | Texas Motor Speedway            | Fort Worth                   | 8 de novembro   |
| 35                       | Quicken Loans Race for Heroes 500 | Phoenix International Raceway   | Avondale (Arizona)           | 15 de novembro  |
| Championship             |                                   |                                 |                              |                 |
| 36                       | Ford EcoBoost 400                 | Homestead-Miami Speedway        | Homestead                    | 22 de Novembro  |

## Resultados
| No.                             | Corrida                           | Pole position      | Líder Por Mais Voltas | Vencedor            | Fabricante |
| ------------------------------- | --------------------------------- | ------------------ | --------------------- | ------------------- | ---------- |
|                                 | Sprint Unlimited at Daytona       | Paul Menard        | Martin Truex Jr.      | Matt Kenseth        | Toyota     |
|                                 | Budweiser Duel 1                  | Jeff Gordon        | Matt Kenseth          | Dale Earnhardt Jr.  | Chevrolet  |
|                                 | Budweiser Duel 2                  | Jimmie Johnson     | Jimmie Johnson        | Jimmie Johnson      | Chevrolet  |
| 1                               | Daytona 500                       | Jeff Gordon        | Jeff Gordon           | Joey Logano         | Ford       |
| 2                               | Folds of Honor QuikTrip 500       | Joey Logano        | Kevin Harvick         | Jimmie Johnson      | Chevrolet  |
| 3                               | Kobalt 400                        | Jeff Gordon        | Kevin Harvick         | Kevin Harvick       | Chevrolet  |
| 4                               | CampingWorld.com 500              | Kevin Harvick      | Kevin Harvick         | Kevin Harvick       | Chevrolet  |
| 5                               | Auto Club 400                     | Kurt Busch         | Kurt Busch            | Brad Keselowski     | Ford       |
| 6                               | STP 500                           | Joey Logano        | Kevin Harvick         | Denny Hamlin        | Toyota     |
| 7                               | Duck Commander 500                | Kurt Busch         | Jimmie Johnson        | Jimmie Johnson      | Chevrolet  |
| 8                               | Food City 500                     | Matt Kenseth       | Kevin Harvick         | Matt Kenseth        | Toyota     |
| 9                               | Toyota Owners 400                 | Joey Logano        | Kurt Busch            | Kurt Busch          | Chevrolet  |
| 10                              | GEICO 500                         | Jeff Gordon        | Dale Earnhardt Jr.    | Dale Earnhardt Jr.  | Chevrolet  |
| 11                              | SpongeBob SquarePants 400         | Joey Logano        | Martin Truex Jr.      | Jimmie Johnson      | Chevrolet  |
|                                 | NASCAR Sprint All-Star Race       | Denny Hamlin       | Brad Keselowski       | Denny Hamlin        | Toyota     |
| 12                              | Coca-Cola 600                     | Matt Kenseth       | Martin Truex Jr.      | Carl Edwards        | Toyota     |
| 13                              | FedEx 400                         | Denny Hamlin       | Martin Truex Jr.      | Jimmie Johnson      | Chevrolet  |
| 14                              | Axalta "We Paint Winners" 400     | Kurt Busch         | Martin Truex Jr.      | Martin Truex Jr.    | Chevrolet  |
| 15                              | Quicken Loans 400                 | Kasey Kahne        | Kevin Harvick         | Kurt Busch          | Chevrolet  |
| 16                              | Toyota/Save Mart 350              | A. J. Allmendinger | Jimmie Johnson        | Kyle Busch          | Toyota     |
| 17                              | Coke Zero 400                     | Dale Earnhardt Jr. | Dale Earnhardt Jr.    | Dale Earnhardt Jr.  | Chevrolet  |
| 18                              | Quaker State 400                  | Kyle Larson        | Kyle Busch            | Kyle Busch          | Toyota     |
| 19                              | 5-hour Energy 301                 | Carl Edwards       | Brad Keselowski       | Kyle Busch          | Toyota     |
| 20                              | Brickyard 400                     | Carl Edwards       | Kevin Harvick         | Kyle Busch          | Toyota     |
| 21                              | Windows 10 400                    | Kyle Busch         | Joey Logano           | Matt Kenseth        | Toyota     |
| 22                              | Cheez-It 355 at The Glen          | A. J. Allmendinger | Kevin Harvick         | Joey Logano         | Ford       |
| 23                              | Pure Michigan 400                 | Matt Kenseth       | Matt Kenseth          | Matt Kenseth        | Toyota     |
| 24                              | Irwin Tools Night Race            | Denny Hamlin       | Kyle Busch            | Joey Logano         | Ford       |
| 25                              | Bojangles' Southern 500           | Brad Keselowski    | Brad Keselowski       | Carl Edwards        | Toyota     |
| 26                              | Federated Auto Parts 400          | Joey Logano        | Matt Kenseth          | Matt Kenseth        | Toyota     |
| Chase for the NASCAR Sprint Cup |                                   |                    |                       |                     |            |
| Challenger Round                |                                   |                    |                       |                     |            |
| 27                              | MyAFibRisk.com 400                | Kevin Harvick      | Kyle Busch            | Denny Hamlin        | Toyota     |
| 28                              | Sylvania 300                      | Carl Edwards       | Kevin Harvick         | Matt Kenseth        | Toyota     |
| 29                              | AAA 400                           | Matt Kenseth       | Kevin Harvick         | Kevin Harvick       | Chevrolet  |
| Contender Round                 |                                   |                    |                       |                     |            |
| 30                              | Bank of America 500               | Matt Kenseth       | Joey Logano           | Joey Logano         | Ford       |
| 31                              | Hollywood Casino 400              | Brad Keselowski    | Matt Kenseth          | Joey Logano         | Ford       |
| 32                              | CampingWorld.com 500              | Jeff Gordon        | Dale Earnhardt, Jr.   | Joey Logano         | Ford       |
| Eliminator Round                |                                   |                    |                       |                     |            |
| 33                              | Goody's Headache Relief Shot 500  | Joey Logano        | Joey Logano           | Jeff Gordon         | Chevrolet  |
| 34                              | AAA Texas 500                     | Brad Keselowski    | Brad Keselowski       | Jimmie Johnson      | Chevrolet  |
| 35                              | Quicken Loans Race for Heroes 500 | Jimmie Johnson     | Kevin Harvick         | Dale Earnhardt, Jr. | Chevrolet  |
| Championship                    |                                   |                    |                       |                     |            |
| 36                              | Ford EcoBoost 400                 | Denny Hamlin       | Brad Keselowski       | Kyle Busch          | Toyota     |

## Classificação

### Pilotos - Chase
Após 36 de 36 etapas
| Nº | Piloto             | Vitórias | Pontos |
| -- | ------------------ | -------- | ------ |
| 1  | Kyle Busch         | 1        | 5043   |
| 2  | Kevin Harvick      | 1        | 5042   |
| 3  | Jeff Gordon        | 1        | 5038   |
| 4  | Martin Truex Jr.   | 0        | 5032   |
| 5  | Carl Edwards       | 0        | 2368   |
| 6  | Joey Logano        | 3        | 2360   |
| 7  | Brad Keselowski    | 0        | 2347   |
| 8  | Kurt Busch         | 0        | 2333   |
| 9  | Denny Hamlin       | 1        | 2327   |
| 10 | Jimmie Johnson     | 1        | 2315   |
| 11 | Ryan Newman        | 0        | 2314   |
| 12 | Dale Earnhardt Jr. | 1        | 2310   |
| 13 | Jamie McMurray     | 0        | 2295   |
| 14 | Paul Menard        | 0        | 2262   |
| 15 | Matt Kenseth       | 1        | 2234   |
| 16 | Clint Bowyer       | 0        | 2175   |

Notas:
- O primeiro critério de classificação é o número de vitórias. Em caso de empate, o número de pontos.

### Fabricantes
Após 36 de 36 etapas
| Pos. | Fabricante | Vitórias | Pontos |
| ---- | ---------- | -------- | ------ |
| 1    | Chevrolet  | 15       | 1584   |
| 2    | Toyota     | 14       | 1516   |
| 3    | Ford       | 7        | 1498   |